# Hans Sundermann
Hans Sundermann (* 14. Dezember 1924 in Detmold; † 20. Januar 2002) war Professor für die Didaktik der Biologie an der Bergischen Universität Wuppertal. Als Orchideenforscher war er Organisator der Wuppertaler Orchideentagungen 1963 bis 1993.

## Leben
Sundermann wuchs in Detmold auf und besuchte dort die Grundschule und die Oberschule für Jungen. 1943 musste er die Schule abbrechen und Wehrdienst absolvieren. Nach kurzer Kriegsgefangenschaft nahm er an einem Übergangskurs für Kriegsteilnehmer vom Oktober 1945 bis März 1946 teil, das er mit der Reifeprüfung abschloss.
Anschließend nahm er auf der Johannes-Gutenberg-Universität in Mainz ein Studium der Naturwissenschaften in den Fächern Chemie, Biologie und Physik auf. Sein Ziel war es, Chemiker zu werden. Im November 1950 legte er sein Abschlussexamen als Chemiker ab, das ihn auch zum Lehramt berechtigte. Als Assistent in der tierphysiologischen Abteilung des Chemischen Instituts der Universität Mainz war Sundermann vom November 1950 bis Mai 1953 tätig. In dieser Zeit arbeitete er an seiner Dissertation mit dem Titel „Über die Möglichkeit eines Biotropismus luftelektrischer Erscheinungen“. Am 20. März 1953 wurde er zum Dr. rer. nat. promoviert.
1953 orientierte er sich nach Wuppertal und nahm eine Tätigkeit als Chemiker bei den Farbenfabriken Bayer in Elberfeld auf. Nach einjähriger Anstellung wechselte er auf die Laufbahn als Lehrer und nahm eine Anstellung am Naturwissenschaftlichen Gymnasium in Remscheid auf. Zum zweiten Referendarjahr wechselte er im April 1955 zum Carl-Duisberg-Gymnasium in Wuppertal und legte das Zweite Staatsexamen ab.
Als Studienassessor war er von 1956 bis 1958 am Städtischen Neusprachlichen Gymnasium in der Aue in Wuppertal tätig. Von 1958 bis 1965 war Sundermann Studienrat und Oberstudienrat am Wilhelm-Dörpfeld-Gymnasium in Wuppertal.
Neben seiner beruflichen Tätigkeit wurde Sundermann 1963 zum ehrenamtlichen Leiter des Naturwissenschaftlichen und Stadthistorischen Museums, das später in Fuhlrott-Museum umbenannt wurde, berufen. In diesem Amt war er von 1965 bis 1967 hauptberuflich tätig.
Im Oktober 1967 wurde Sundermann an die Pädagogische Hochschule Rheinland, Abt. Wuppertal als ordentlicher Professor für die Didaktik der Biologie berufen. Seit 1963 hatte Sundermann an der Pädagogische Akademie, wie die Hochschule bis 1965 hieß, einen Lehrauftrag.
Sundermann wurde 1990 emeritiert. Nach langer Krankheit starb er 77-jährig Anfang 2002.

## Privates
Sundermann vermählte sich 1952.

## Auszeichnungen
Für seine Verdienste um die Orchideenforschung wurde er 1985 mit dem Rheinlandtaler und 1986 mit dem Verdienstkreuz am Bande des Verdienstorden der Bundesrepublik Deutschland ausgezeichnet.

## Publikationen
- Europäische und mediterrane Orchideen. Eine Bestimmungsflora mit Berücksichtigung der Ökologie. Brücke-Verlag Schmersow, Hannover 1970.
- Europäische und mediterrane Orchideen: Eine Bestimmungsflora mit Berücksichtigung d. Ökologie. 2. Auflage. Brücke-Verlag Schmersow, Hildesheim 1975, ISBN 3-87105-010-5.
- Europäische und mediterrane Orchideen: Eine Bestimmungsflora mit Berücksichtigung der Ökologie. 3., erw. u. verb. Auflage. Brücke-Verlag Schmersow, Hildesheim 1980, ISBN 3-87105-011-3.